# Chasminodes bremeri
Chasminodes bremeri is een vlinder uit de familie van de uilen (Noctuidae). De wetenschappelijke naam van de soort is voor het eerst geldig gepubliceerd in 1981 door Sugi & Kononenko.